# Monopenchelys acuta
Monopenchelys acuta ist eine Muränenart. Sie ist das einzige Mitglied der monotypischen Gattung Monopenchelys. Der Fisch ist an das Leben im Salzwasser angepasst. 

## Beschreibung
Monopenchelys acuta ist eine kleine Muräne, die bis zu 20,9 cm lang wird. Sie ist schlank, wurmartig und ein wenig kompress. Der Kopf ist länglich und meist breiter als der Körper. Die Farbe ist einheitlich hellbraun, Kopf und Schwanzspitze sind rötlich, was zu den englischsprachigen Vernakularnamen Redface eel (USA) bzw. Redface moray (Vereinigtes Königreich und Bahamas) geführt hat und so viel wie „Rotgesichtsmuräne“ bedeutet.

## Verbreitung
Bisher wurde die Art im südöstlichen Atlantik vor Ascension, im Westatlantik von den Bahamas bis in die Karibik, im Pazifik vor Hawaii und im westlichen Indischen Ozean gesichtet. Sie lebt unter Steinen in einer Tiefe von 13 bis 54 m.

## Systematik
Die Muräne wurde ursprünglich von Albert Eide Parr als Uropterygius acuta beschrieben und später in die Gattung Rabula gestellt. 1982 errichteten Eugenia B. Böhlke und John E. McCosker für den Fisch die neue Gattung Monopenchelys, weil einige Merkmale von denen anderer Muränengattungen abweichen. Beispielsweise beginnt die Rückenflosse erst deutlich hinter dem bauchseitig gelegenen Anus. Monopenchelys gehört zur Unterfamilie der Muraeninae, obwohl die beiden kürzlich entdeckten Knochen im Brustbereich vieler Muränenarten wie bei fast allen Vertretern der Unterfamilie Uropterygiinae fehlen.